# Појезерје
Појезерје је општина у Дубровачко-неретванској жупанији, Република Хрватска.

## Историја
До територијалне реорганизације у Хрватској налазила се у саставу старе општине Метковић. Седиште општине је у насељу Отрић-Сеоци.

## Становништво
На попису становништва 2011. године, општина Појезерје је имала 991 становника, од чега у седишту општине Отрић-Сеоцима 657.
| Број становника по пописима | Број становника по пописима | Број становника по пописима | Број становника по пописима | Број становника по пописима | Број становника по пописима | Број становника по пописима | Број становника по пописима | Број становника по пописима | Број становника по пописима | Број становника по пописима | Број становника по пописима | Број становника по пописима | Број становника по пописима | Број становника по пописима | Број становника по пописима |
| --------------------------- | --------------------------- | --------------------------- | --------------------------- | --------------------------- | --------------------------- | --------------------------- | --------------------------- | --------------------------- | --------------------------- | --------------------------- | --------------------------- | --------------------------- | --------------------------- | --------------------------- | --------------------------- |
| 1857                        | 1869                        | 1880                        | 1890                        | 1900                        | 1910                        | 1921                        | 1931                        | 1948                        | 1953                        | 1961                        | 1971                        | 1981                        | 1991                        | 2001                        | 2011                        |
| 725                         | 859                         | 995                         | 1.123                       | 1.325                       | 1.455                       | 1.596                       | 1.469                       | 1.704                       | 1.768                       | 1.723                       | 1.612                       | 1.446                       | 1.394                       | 1.233                       | 991                         |

Напомена: Настала из старе општине Метковић.